# Literatura griega antigua

Un manuscrito griego del comienzo de los Trabajos y Días de Hesíodo.

La literatura griega antigua es literatura escrita en el idioma griego antiguo desde los primeros textos hasta la época del Imperio bizantino. Las primeras obras que se han conservado de la literatura griega antigua, se remontan al período arcaico temprano, son los dos poemas épicos, la Ilíada y la Odisea. Estos se ambientan en un pasado arcaico idealizado que hoy se relaciona con la era micénica. Estas dos épicas, junto con los Himnos homéricos y los dos poemas de Hesíodo, Teogonía y la obra Trabajos y días, constituyeron las principales bases de la tradición literaria griega que continuaría en los períodos clásico, helenístico y romano.
Los poetas líricos Safo, Alceo de Mitilene y Píndaro fueron muy influyentes durante el desarrollo temprano de la tradición poética griega. Esquilo es el primer dramaturgo trágico griego del que se han conservado obras completas. Sófocles es famoso por sus tragedias sobre Edipo, particularmente Edipo Rey y Antígona . Eurípides es conocido por sus obras que a menudo traspasaron los límites del género trágico. El dramaturgo Aristófanes escribió en el género de la comedia antigua, mientras que el dramaturgo posterior Menandro fue uno de los primeros pioneros de la Nueva Comedia . Los historiadores Heródoto de Halicarnaso y Tucídides, quienes vivieron durante el siglo V a. C., escribieron relatos de eventos que sucedieron poco antes y durante sus propias vidas. El filósofo Platón escribió diálogos, generalmente centrados en su maestro Sócrates, que trataban varios temas filosóficos, mientras que su alumno Aristóteles escribió numerosos tratados, que luego se volvieron muy influyentes.
Importantes escritores posteriores incluyeron a Apolonio de Rodas, quien escribió Las Argonáuticas, un poema épico sobre el viaje de los Argonautas; Arquímedes, que escribió innovadores tratados matemáticos; y Plutarco, que escribió principalmente biografías y ensayos. El escritor del siglo II d. C. Luciano de Samósata era un griego que escribió principalmente obras satíricas. La literatura griega antigua ha tenido un profundo impacto en la literatura griega posterior y también en la literatura occidental en general. En particular, muchos autores romanos antiguos se inspiraron en sus predecesores griegos. Desde el Renacimiento, los autores europeos en general, incluidos Dante Alighieri, William Shakespeare, John Milton y James Joyce, se han basado en gran medida en los temas y motivos clásicos.

## Antigüedad preclásica y clásica
Este período de la literatura griega se extiende desde Homero hasta el siglo IV a. C. y el ascenso de Alejandro Magno . Los primeros escritos griegos conocidos son micénicos, escritos en el silabario lineal B en tablillas de arcilla. Estos documentos contienen registros prosaicos en gran parte relacionados con el comercio (listas, inventarios, recibos, etc.); no se ha descubierto literatura auténtica. Michael Ventris y John Chadwick, quienes descifraron el Lineal B, afirman que la literatura existió casi con seguridad en la Grecia micénica. Pero, o no estaba escrita o, si lo estaba, debía ser inscrita en pergaminos o tablillas de madera, los cuales no sobrevivieron a la destrucción de los palacios micénicos en el siglo XII a. C..
La literatura griega se dividía en géneros literarios bien definidos, cada uno de ellos con una estructura formal obligatoria, tanto dialectal como métrica. La primera división fue entre prosa y poesía. Dentro de la poesía había tres súper-géneros: épica, lírica y dramática. La terminología europea común sobre los géneros literarios se deriva directamente de la terminología griega antigua. La lírica y el drama se dividieron en más géneros: lírica en cuatro ( elegiaca, yámbica, lírica monódica y lírica coral ); drama en tres ( tragedia, comedia y drama pastoril ). Además, se puede decir en gran medida que la literatura en prosa comienza con Heródoto . Con el tiempo, se desarrollaron varios géneros de literatura en prosa, pero las distinciones entre ellos se difuminaron con frecuencia.
En los inicios de la literatura griega destacan las dos obras monumentales de Homero, la Ilíada y la Odisea . : 1–3 La figura de Homero está envuelta en misterio. Aunque las obras tal como están ahora se le atribuyen, es seguro que sus raíces se remontan mucho antes de su tiempo (ver Cuestión homérica ). : 15 La Ilíada es una narración de un solo episodio que abarca el transcurso de un período de diez días desde casi el final de los diez años de la guerra de Troya. Se centra en la persona de Aquiles, quien encarnó el ideal heroico griego. : 3 

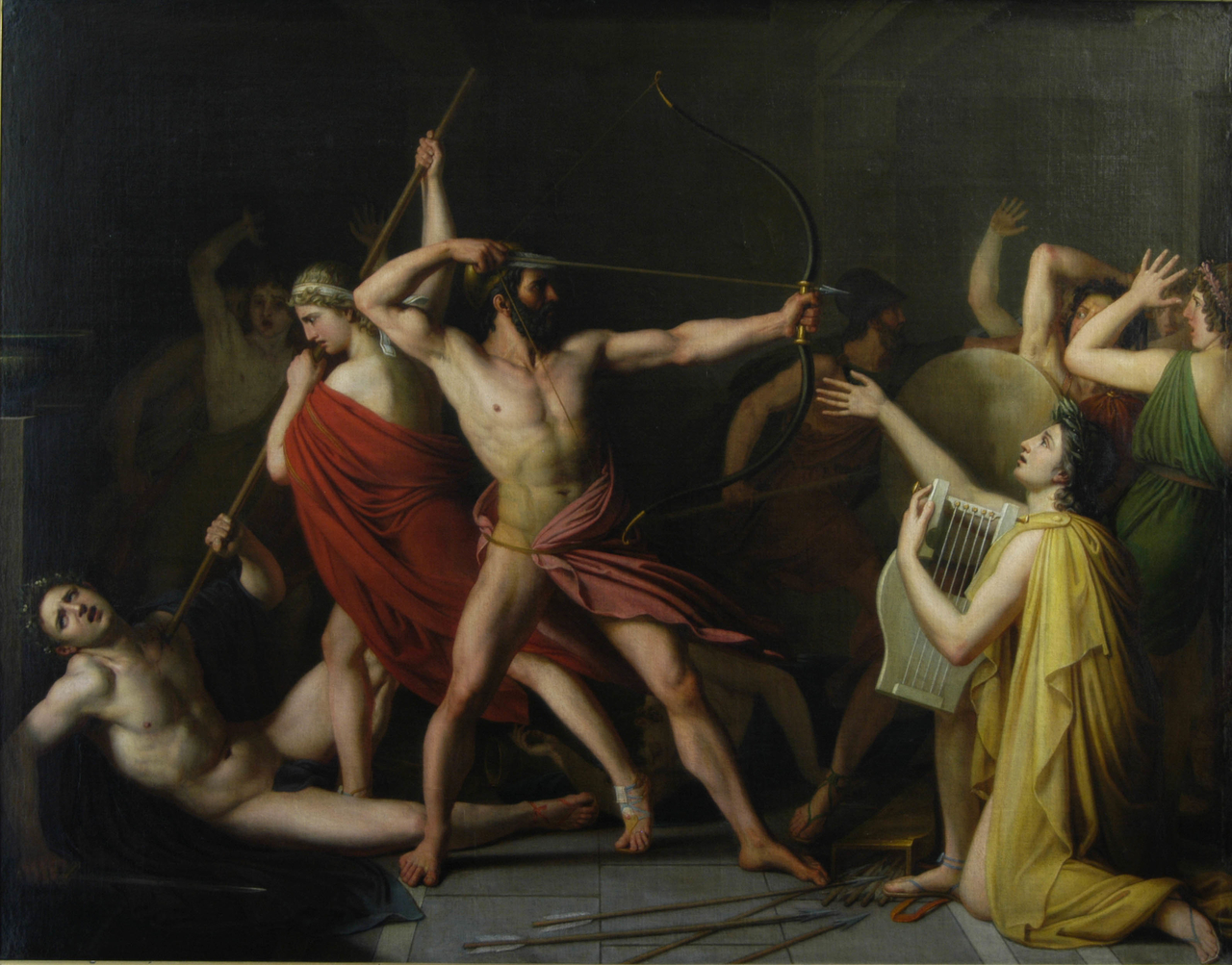
Una pintura del pintor neoclásico francés Thomas Degeorge que representa la escena final culminante del Libro Veintidós de la Odisea en la que Odiseo, Telémaco, Eumeo y Filetio matan a los pretendientes de Penélope.

La Odisea es un relato de las aventuras de Odiseo, uno de los guerreros aqueos que combatieron en Troya. : 3 Después de diez años luchando en la guerra, pasa otros diez años navegando de regreso a casa. Homero describió a Penélope como la mujer ideal basada en su compromiso, modestia, pureza y respeto durante su matrimonio con Odiseo. Durante su viaje de diez años, pierde a todos sus camaradas y barcos, y regresa a su hogar en Ítaca disfrazado de mendigo. Ambas obras se basaron en leyendas antiguas. : 15 El dialecto homérico era una lengua arcaica basada en el dialecto jónico mezclado con algún elemento del dialecto eólico y el dialecto ático, este último debido a la edición ateniense del siglo VI a. C. El verso épico era el hexámetro.
El otro gran poeta del período preclásico fue Hesíodo. : 23–24  A diferencia de Homero, Hesíodo se refiere a sí mismo en su poesía. Sin embargo, nada se sabe de él por ninguna fuente externa. Era nativo de Beocia, en Grecia Central, y se cree que vivió y trabajó alrededor del año 700 a. C . Los dos poemas existentes de Hesíodo son Trabajos y Días y la Teogonía . Trabajos y Días es una descripción fiel de la vida rural azotada por la pobreza que él conocía tan bien, y establece principios y reglas para los agricultores. La Teogonía es un relato sistemático de la creación y de los dioses. Describe vívidamente las eras de la humanidad, comenzando con una Edad de Oro pasada hace mucho tiempo.
Los escritos de Homero y Hesíodo fueron tenidos en muy alta estima a lo largo de la Antigüedad y fueron vistos por muchos autores antiguos como los textos fundamentales detrás de la religión griega antigua ; Homero contó la historia de un pasado heroico, que Hesíodo enmarcó entre paréntesis con una narración de la creación y un relato de las realidades prácticas de la vida cotidiana contemporánea. : 23–24 

### Poesía lírica

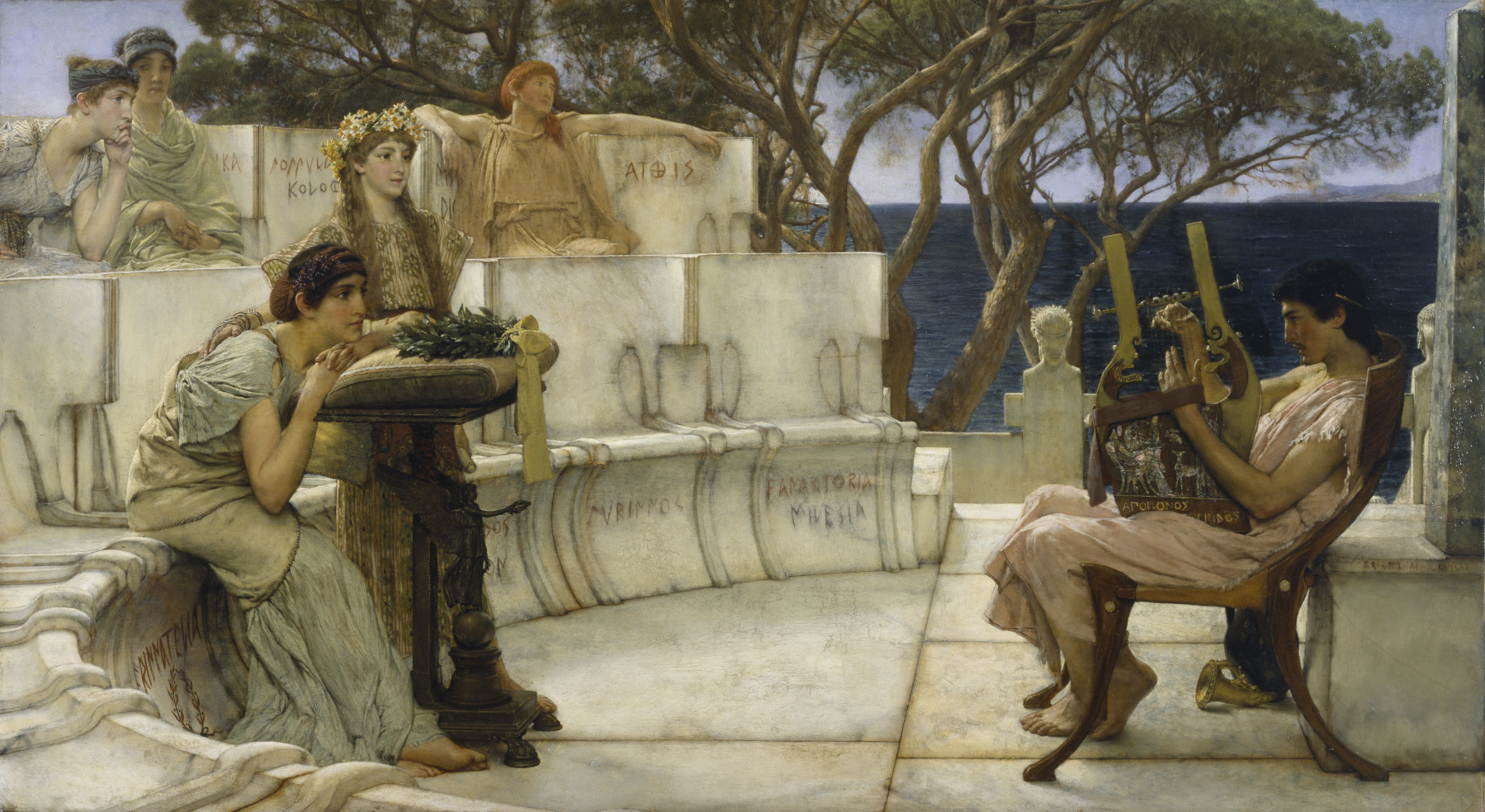
Una pintura del siglo XIX del pintor inglés Lawrence Alma-Tadema que representa a la poetisa Safo mirando con admiración mientras el poeta Alceo de Mitilene toca la lira.

La poesía lírica recibió su nombre del hecho de que originalmente era cantada por individuos o un coro acompañados por el instrumento llamado lira. A pesar del nombre, la poesía lírica en este sentido general se dividía en cuatro géneros, dos de los cuales no iban acompañados de cítara, sino de flauta. Estos dos últimos géneros fueron la poesía elegíaca y la poesía yámbica. Ambos fueron escritos en el dialecto jónico. Los poemas elegíacos se escribieron en coplas elegíacas y los poemas yámbicos se escribieron en trímetro yámbico. El primero de los poetas líricos fue probablemente Arquíloco de Paros, siglo VII a. C., y es el poeta yámbico más importante. De su obra sólo quedan fragmentos, como ocurre con la mayoría de los poetas. Los pocos restos sugieren que fue un aventurero amargado que llevó una vida muy turbulenta.
Muchos poemas líricos fueron escritos en dialecto eólico . Los poemas líricos empleaban a menudo métricas poéticas muy variadas. Los más famosos de todos los poetas líricos fueron los llamados "Nueve Poetas Líricos". De todos los poetas líricos, Safo de Lesbos (c. 630 - c. 570 a. C.) fue, con mucho, la más venerada. En la antigüedad, sus poemas eran considerados con el mismo grado de respeto que los poemas de Homero. Solo uno de sus poemas, " Oda a Afrodita ", ha sobrevivido hasta nuestros días en su forma original y completa. Además de Safo, su contemporáneo Alceo de Lesbos también se destacó por su poesía lírica monódica . La poesía escrita por Alcmán se consideró hermosa, a pesar de que escribió exclusivamente en el dialecto dórico, que normalmente se consideraba desagradable de escuchar. El posterior poeta Píndaro de Tebas fue renombrado por su poesía lírica coral .

### Drama

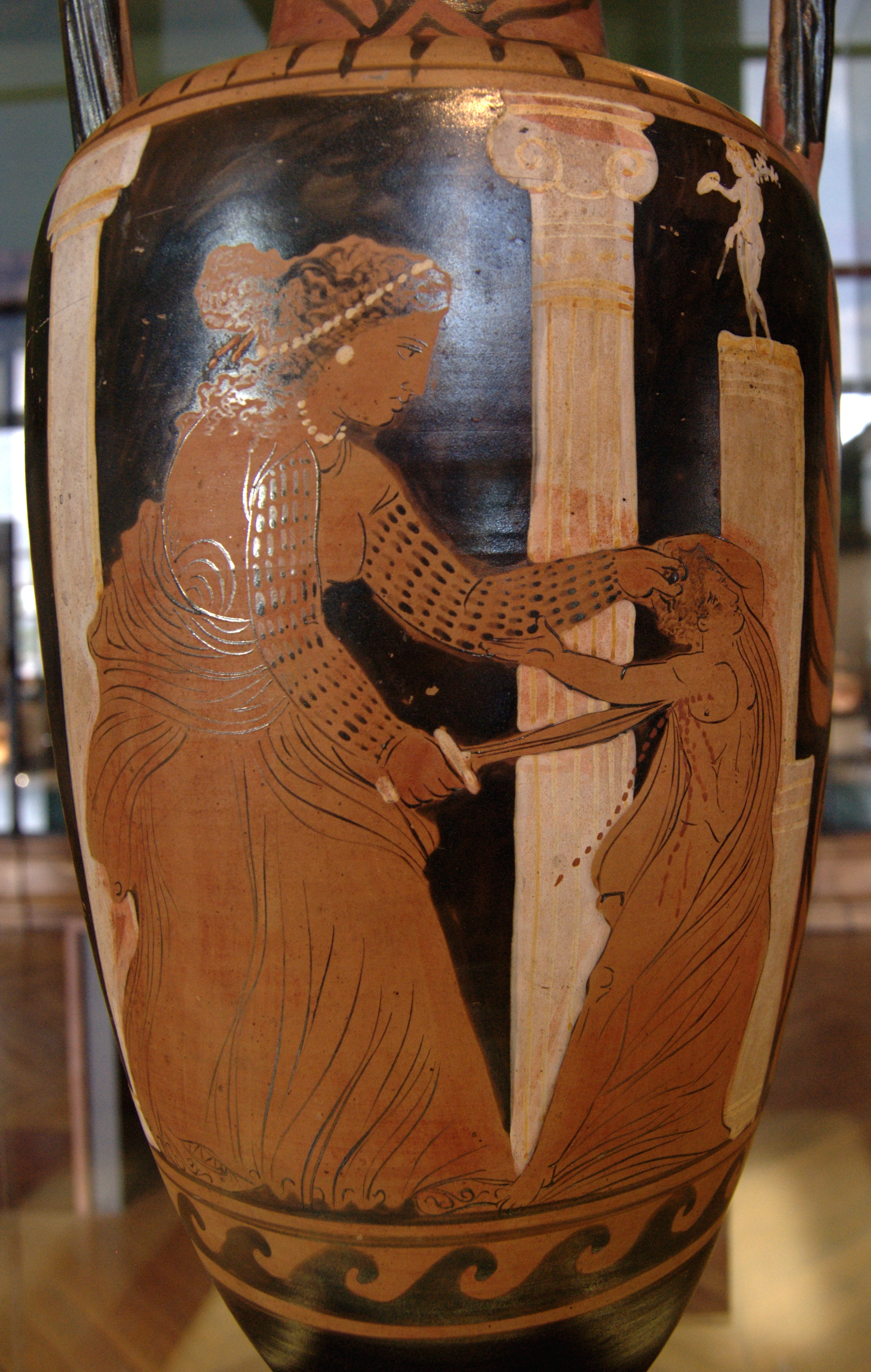
Medea mata a su hijo (una escena de Medea de Eurípides), ánfora de figuras rojas de Campania, c. 330 a. C., Louvre (300 K)

## Período Helenístico

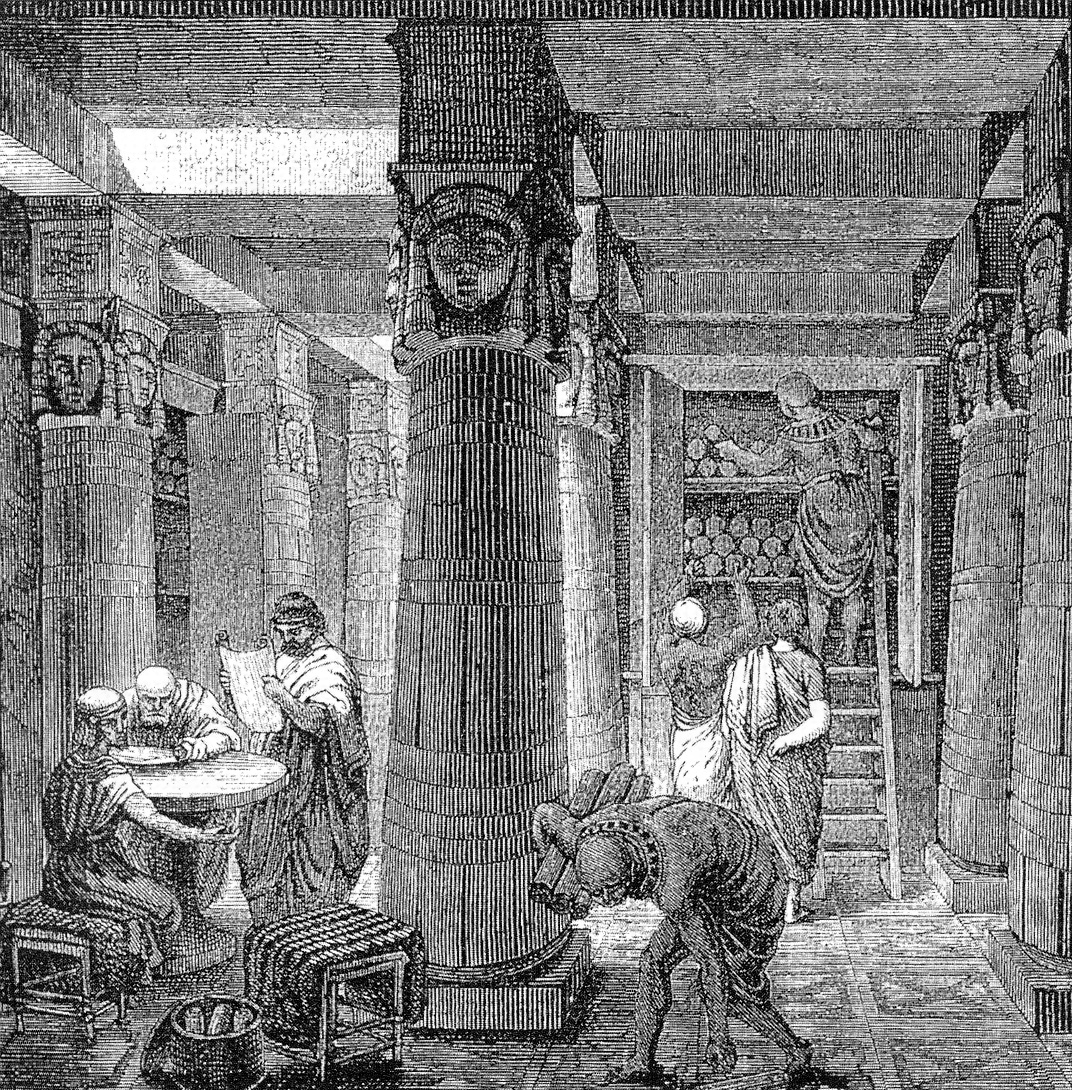
Grabado imaginativo del de la antigua Biblioteca de Alejandría

Hacia el 338 a. C., todas las ciudades-estado griegas, excepto Esparta, habían sido unidas por Filipo II de Macedonia. El hijo de Filipo, Alejandro Magno, amplió enormemente las conquistas de su padre. Atenas perdió su estatus preeminente como líder de la cultura griega y fue reemplazada temporalmente por Alejandría, Egipto.
La ciudad de Alejandría, en el norte de Egipto, se convirtió, a partir del siglo III a. C., en el destacado centro de la cultura griega. También pronto atrajo a una gran población judía, lo que la convirtió en el mayor centro de erudición judía en el mundo antiguo. Se dice que la Septuaginta, una traducción griega de la Biblia hebrea, se inició en Alejandría. Filón, un filósofo judío helenístico, operaba desde Alejandría a principios del primer milenio. Además, más tarde se convirtió en un importante punto focal para el desarrollo del pensamiento cristiano. El Museo de Alejandría, o Santuario de las Musas, que incluía la biblioteca y la escuela, fue fundado por Ptolomeo I. La institución fue pensada desde un principio como una gran escuela y biblioteca internacional. La biblioteca, que finalmente contuvo más de medio millón de volúmenes, estaba mayoritariamente en griego. Estaba destinada a servir como depósito de cada obra de literatura griega clásica que se pudiera encontrar.

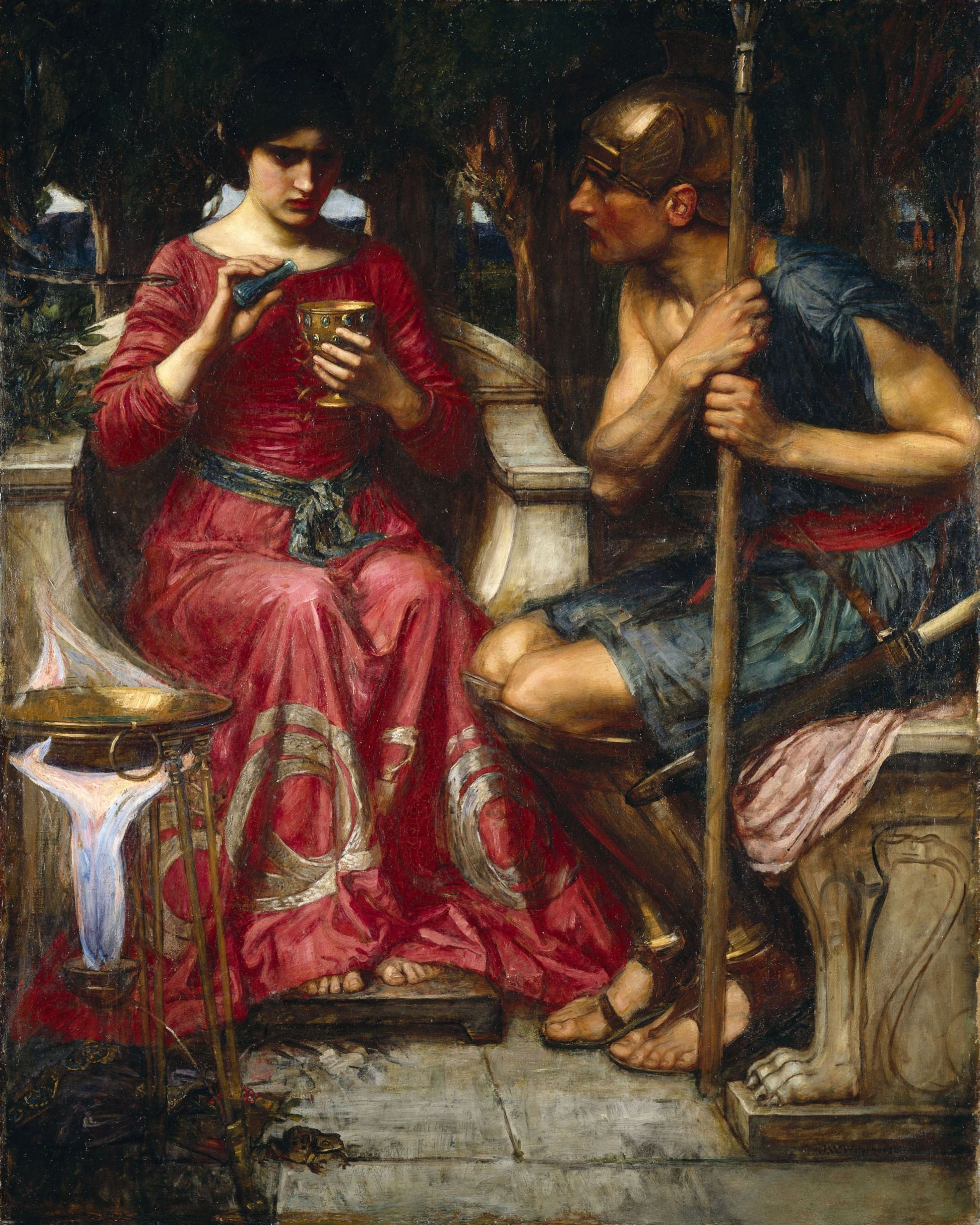
Una pintura de John William Waterhouse que representa una escena de las Argonáuticas de Apolonio de Rodas.

El género de la poesía bucólica fue desarrollado por primera vez por el poeta Teócrito. El romano Virgilio escribió más tarde su obra Bucólicas en este género. Calímaco, un erudito de la Biblioteca de Alejandría, compuso Aitia ("Causas"), un largo poema escrito en cuatro volúmenes de coplas elegíacas que describen los orígenes legendarios de costumbres, festivales y nombres oscuros, que él probablemente escribió en varias etapas a lo largo de muchos años en el siglo III a. C. El Aitia se perdió durante la Edad Media, pero, a lo largo del siglo XX, gran parte se recuperó debido a nuevos descubrimientos de papiros antiguos. Los eruditos inicialmente lo denigraron como "de segunda categoría", mostrando un gran aprendizaje, pero sin verdadero "arte". A lo largo del siglo, la evaluación académica mejoró enormemente, y muchos académicos ahora lo ven de una manera mucho más positiva. Calímaco también escribió poemas cortos para ocasiones especiales y al menos una épica corta, el Ibis, que estaba dirigida contra su antiguo alumno Apolonio. También compiló un tratado en prosa titulado Pinakes, en el que catalogó todas las obras principales que se encontraban en la Biblioteca de Alejandría.
El poeta alejandrino Apolonio de Rodas es principalmente conocido por su poema épico Argonáuticas, que narra las aventuras de Jasón y los argonautas, en su búsqueda para recuperar el Vellocino de oro de la tierra de Cólquida . El poeta Arato escribió el poema hexámetro Phaenomena, una interpretación poética del tratado de Eudoxo de Cnido sobre las estrellas escrito en el siglo IV a. C.

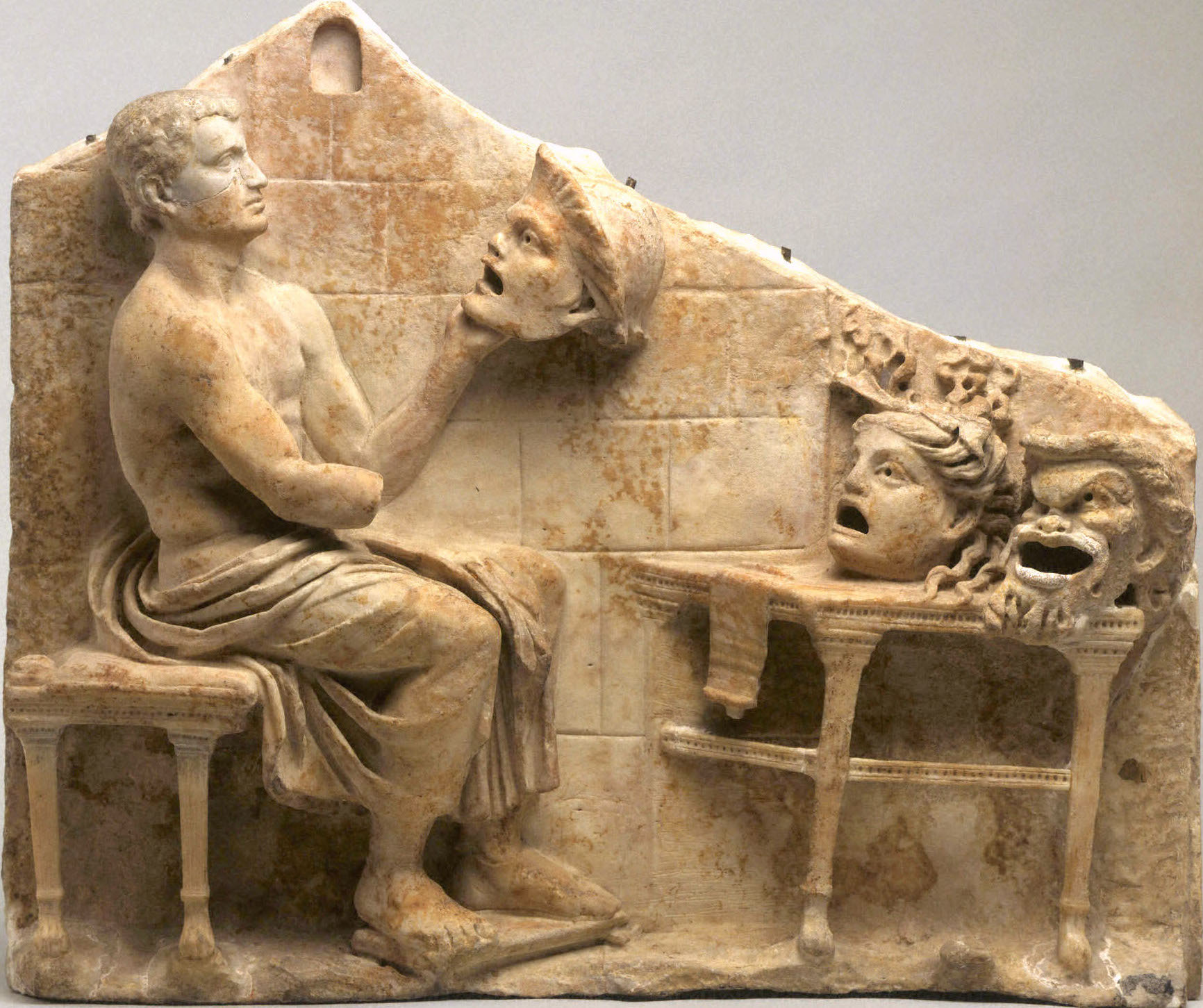
Relieve republicano o imperial temprano que representa a un Menandro sentado sosteniendo las máscaras de la Comedia Nueva (- principios del) Museo de Arte de la Universidad de Princeton

Durante el período helenístico, la comedia antigua de la era clásica fue reemplazada por la comedia nueva. El escritor más notable de Comedia Nueva fue el dramaturgo ateniense Menandro. Ninguna de las obras de Menandro ha sobrevivido hasta nuestros días en su forma completa, pero una obra, Dyskolos, ha sobrevivido hasta nuestros días en una forma casi completa. También ha sobrevivido la mayor parte de otra obra titulada Samía y gran parte de otras cinco.
El historiador Timeo nació en Sicilia pero pasó la mayor parte de su vida en Atenas. Su Historia, aunque perdida, es significativa por su influencia en Polibio. En 38 libros abarcó la historia de Sicilia e Italia hasta el año 264 a. C., que es donde Polibio comienza su obra. Timeo también escribió el Olympionikai, un valioso estudio cronológico de los Juegos Olímpicos.

### Biografía antigua
La biografía antigua, o bios, a diferencia de la biografía moderna, era un género de la literatura griega (y romana) interesado en describir las metas, los logros, los fracasos y el carácter de personajes históricos antiguos y si debían o no ser imitados. Autores de biografías antiguas, como las obras de Cornelio Nepote y las Vidas paralelas de Plutarco, imitaron muchas de las mismas fuentes y técnicas de las historiografías contemporáneas de la antigua Grecia, incluyendo las obras de Heródoto y Tucídides . Había varias formas de biografías antiguas, incluyendo 1) biografías filosóficas que resaltaban el carácter moral de su tema (como Vidas de filósofos más ilustres de Diógenes Laercio 2) biografías literarias que discutían la vida de oradores y poetas (como Filóstrato con Vidas de los sofistas ) 3) biografías escolares y de referencia que ofrecen un breve relato de alguien que incluye su ascendencia, eventos, logros importantes y muerte, 4) autobiografías, son comentarios y memorias donde el sujeto presenta su propia vida y 5) histórico/ biografía política, centrada en la vida de los militares activos, entre otras categorías.

### Ciencia y Matemáticas

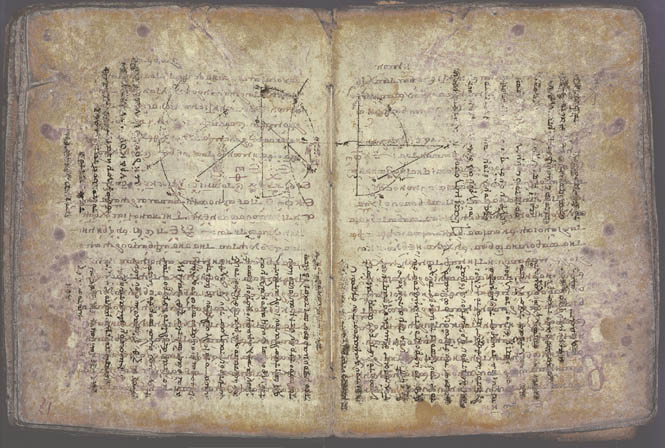
En 1906, El Palimpsesto de Arquímedes reveló obras de Arquímedes que antes se pensaba que se habían perdido.

Eratóstenes de Alejandría ( 276 a. C. - 195/194 a. C.), escribió sobre astronomía y geografía, pero su obra se conoce principalmente por resúmenes posteriores. Se le atribuye ser la primera persona en medir la circunferencia de la Tierra. Se ha conservado mucho de lo que escribieron los matemáticos Euclides y Arquímedes. Euclides es conocido por sus Elementos, muchos de los cuales se extrajeron de su predecesor Eudoxo de Cnido . Los Elementos es un tratado de geometría y ha ejercido una influencia continua en las matemáticas. De Arquímedes han llegado hasta nuestros días varios tratados. Entre ellos se encuentran Sobre la Medida del Círculo, donde calculó el valor de pi; El método de los teoremas mecánicos, sobre su trabajo en mecánica; El contador de arena ; y Sobre cuerpos flotantes. Actualmente se está estudiando un manuscrito de sus obras.

### Ficción en prosa
Muy poco ha sobrevivido de la ficción en prosa de la era helenística. La Milesiaka de Arístides de Mileto probablemente fue escrita durante el siglo II a. C. El Milesiaka en sí no ha sobrevivido hasta el día de hoy en su forma completa, pero han sobrevivido varias referencias a él. El libro estableció un género completamente nuevo de los llamados " cuentos milesios", de los cuales Las metamorfosis del posterior escritor romano Apuleyo es un excelente ejemplo.
Las antiguas novelas griegas Quéreas y Calírroe de Caritón y Metiochus y Parthenope  probablemente fueron escritas a finales del siglo I a. C. o principios del siglo I d. C., durante la última parte de la Era Helenística. El hallazgo de varios fragmentos del Cuento fenicio de Loliano revela la existencia de un género de novela picaresca griega antigua.